# 向形
理论物理中，向形（orientifold）是对轨形的推广，1987年由Augusto Sagnotti提出。其新颖之处在于，弦论中轨形群的非平凡元素包括弦方向的反转；因此，向形化会产生无向弦，即没有携带“箭头”的弦，其两个相反方向是等价的。第一型弦理论是最简单的例子，可通过向形化IIB型弦得到。
用数学术语来说，给定光滑流形{\displaystyle {\mathcal {M}}}，两自由作用离散群{\displaystyle G_{1},\ G_{2}}与世界面宇称算子{\displaystyle \Omega _{p}}（使得{\displaystyle \Omega _{p}:\sigma \to 2\pi -\sigma }），向形便可表为商空间{\displaystyle {\mathcal {M}}/(G_{1}\cup \Omega G_{2})}。若{\displaystyle G_{2}}空，则商空间是轨形；若{\displaystyle G_{2}}非空，则是向形。

## 在弦论的应用
弦论中，{\displaystyle {\mathcal {M}}}是通过卷起额外维度得到的紧空间，具体说是6维卡拉比-丘流形。最简单的可行紧空间是由修改环面形成的空间。

### 超对称破缺
6维空间采用卡拉比-丘形式，是为了使弦论的超对称部分破缺，以使其更符合现象。第二类弦论有32个实超荷，在6维环面上紧化后，都不会破缺。在更一般的卡拉比-丘6维流形上紧化，则会有3/4的超对称破缺，产生具有8个超荷（N=2）的4维理论。要进一步分解为现象上唯一可行的非平凡超对称（N=1），必须将一半的超对称生成子投影出来，这可通过向形投影来实现。

### 对场内容的影响
除了用卡拉比-丘以突破N=2之外，还有更简单的方法：用由环面生成的轨形。这时，研究与空间相关的对称群更简单，因为空间的定义就给出了对称群。
轨形群{\displaystyle G_{1}}仅限于能在环面格上起晶体学作用的群，即保格。{\displaystyle G_{2}}可由对合{\displaystyle \sigma }生成，注意不要与表示弦长度方向上位置的参数相混淆。对合以不同形式作用于全纯3形式{\displaystyle \Omega }（同样，不要与上面的宇称算子混淆），取决于所用的弦公式。
- IIB型：{\displaystyle \sigma (\Omega )=\Omega }或{\displaystyle \sigma (\Omega )=-\Omega }
- IIA型：{\displaystyle \sigma (\Omega )={\bar {\Omega }}}

向形作用还原到弦向的改变的轨迹，称作向形面。对合不影响时空宏观维度，于是向形可有维度至少为3的O平面。在{\displaystyle \sigma (\Omega )=\Omega }时，所有空间维度都可能保持不变，O9面也可能存在。I型弦论中的向形面就是时空填充O9面。
更一般地说，可考虑向形Op面，维度p的计算与Dp膜类似。O面与D膜可在相同结构中使用，并通常具有彼此相反的张力。
但与D膜不同的是，O面不是动态的。它们完全由对合作用定义，而非像D膜由弦边界条件定义。计算蝌蚪约束时，要同时考虑O面和D膜。
对合也作用于复结构(1,1)形式J
- IIB型：{\displaystyle \sigma (J)=J}
- IIA型：{\displaystyle \sigma (J)=-J}

这样，空间参数化的模 数就减少了。由于{\displaystyle \sigma }是对合，所以特征值{\displaystyle \pm 1}。(1,1)形式基{\displaystyle \omega _{i}}，维数{\displaystyle h^{1,1}}（由向形上同调的霍奇菱形定义）写作：每个基形式在{\displaystyle \sigma }下都有确定的符号。由于模{\displaystyle A_{i}}由{\displaystyle J=A_{i}\omega _{i}}定义，J在{\displaystyle \sigma }下则要如上进行变换，因此只有在{\displaystyle \sigma }下与宇称正确的2形式基元素相配的模才能存活。于是，{\displaystyle \sigma }会产生上同调的分裂：{\displaystyle h^{1,1}=h_{+}^{1,1}+h_{-}^{1,1}}，一般来说描述向形用的模数也少于描述构建向形的轨形所用的模数。要注意的是，虽然向形投影出了一半的超对称生成子，但投影出的模数则因空间而异。有时{\displaystyle h^{1,1}=h_{\pm }^{1,1}}，即所有(1-1)形式在向形投影下都有相同的宇称。这样，不同超对称内容进入模行为的方式是通过模经历的通量相关标量势，N=1情形异于N=2。

## 脚注
1. ↑  Lust; Reffert; Schulgin; Stieberger. . Nuclear Physics B. 2007, 766 (1): 68–149. Bibcode:2007NuPhB.766...68L. S2CID 119482115. arXiv:hep-th/0506090 . doi:10.1016/j.nuclphysb.2006.12.018.
2. ↑  Aldazabal; Camara; Font; Ibanez. . Journal of High Energy Physics. 2006, 2006 (5): 070. Bibcode:2006JHEP...05..070A. S2CID 15824859. arXiv:hep-th/0602089 . doi:10.1088/1126-6708/2006/05/070.
3. ↑  Matthias Ihl; Daniel Robbins; Timm Wrase. . Journal of High Energy Physics. 2007, 2007 (8): 043. Bibcode:2007JHEP...08..043I. S2CID 15561489. arXiv:0705.3410 . doi:10.1088/1126-6708/2007/08/043.